# جيك ميتكالف
جيك ميتكالف (بالإنجليزية: Jake Metcalfe)‏ هو محامي أمريكي، ولد في 3 أبريل 1958.